# Edelserpentin-Radweg
Der Edelserpentin-Radweg „B53“ ist ein ca. 24 Kilometer langer Radrundweg im Burgenland. Der Names des Radweges kommt von dem Mineral Edelserpentin, welches in Bernstein vorkommt und abgebaut wird. Die Strecke führt durch das Bernsteiner Hügelland von Bad Tatzmannsdorf ausgehend über Mariasdorf nach Bernstein, Grodnau, Neustift und zurück nach Bad Tatzmannsdorf.

## Sehenswertes entlang der Strecke
- Burg Bernstein
- Schaubergwerk Bernsteiner Felsenmuseum
- Freilichtmuseum Bad Tatzmannsdorf